# Jornadas de Exaltación de la Verdura
Las Jornadas de Exaltación de la Verdura de Tudela y la Ribera, oficialmente denominada Jornadas de Exaltación y Fiestas de la Verdura, es una fiesta de interés turístico celebrada tradicionalmente en la localidad navarra de Tudela, que se ha extendido a otras localidades de la Ribera de Navarra.

## Historia
Esta celebración tiene su origen en los años 80 (1986 exactamente) con la entonces llamada Semana de la Verdura. En 2018, fue considera oficialmente una Fiestas de Interés Turístico de Navarra tras ser aprobada mediante una orden foral con fecha a 13 de abril de 2018, tras la solicitud realizada por el ayuntamiento de tudelano en el año 2016.

## Organización
Estas jornadas están organizadas por la Orden del Volatín, junto con la colaboración del Gobierno de Navarra y del Ayuntamiento de Tudela.
Comparte protagonismo junto a las Fiestas de Interés Turístico de Nacional del Volatín de Tudela y La Bajada del Ángel.

## Descripción del evento
Durante este evento se pueden llevar a cabo degustaciones de los principales productos de la huerta típicos de la zona, así como acudir a diversas exposiciones, charlas, talleres de cocina, catas de pacharán o cerveza. También se realizan torneos de pelota, representaciones teatrales, visitas culturales y mesas redondas.